# Чечевичник африканський
Чечеви́чник африканський (Rhodopechys alienus) — вид горобцеподібних птахів родини в'юркових (Fringillidae). Мешкає в Марокко і Алжирі. Раніше вважався конспецифічним з малиновокрилим чечевичником.

## Опис

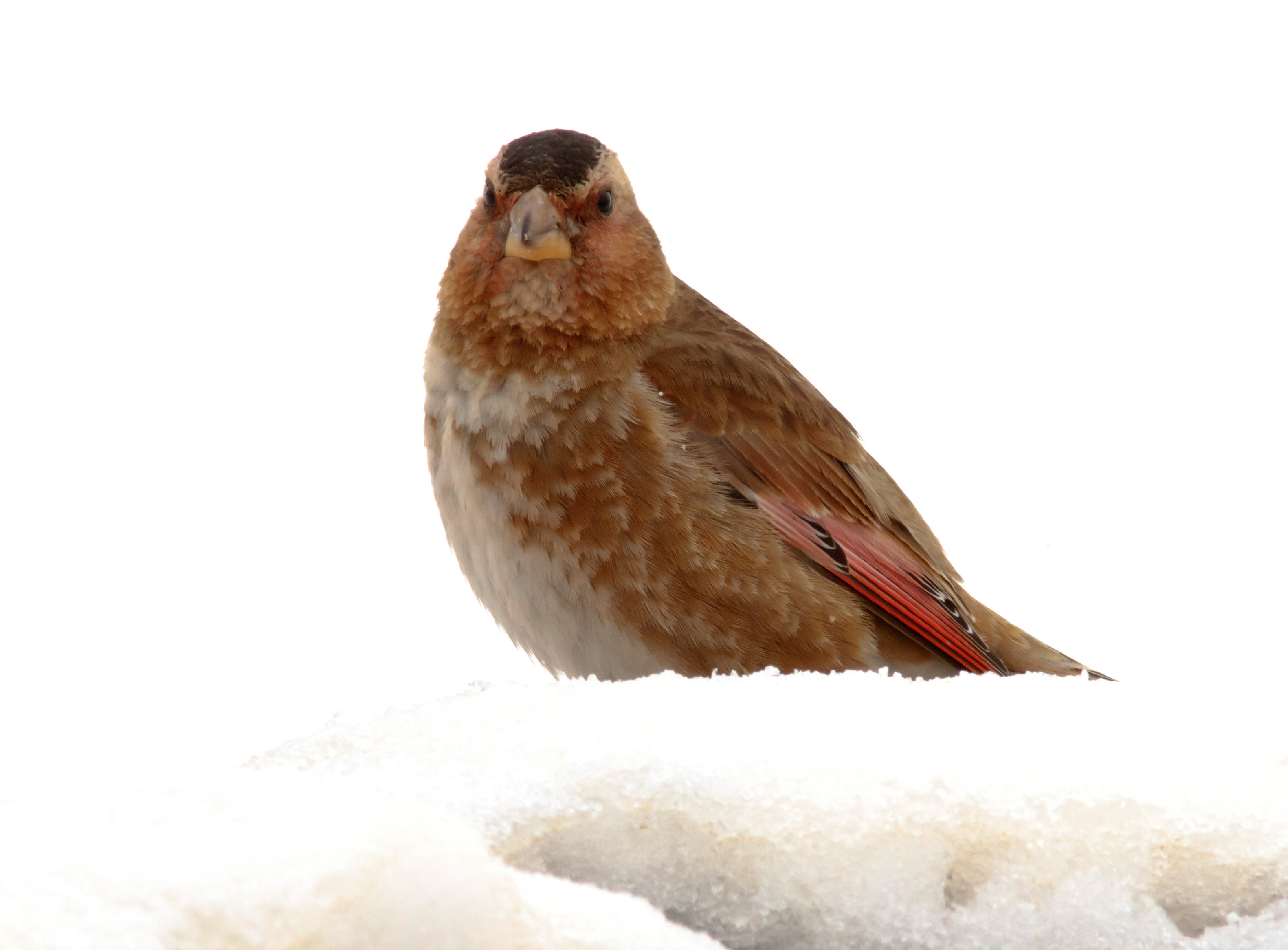
Африканський чечевичник (Укаймеден, Марокко)

Довжина птаха становить 13-18 см, вага 32-48 г. Забарвлення перевіажно світло-коричневе, обличчя і боки рудувато-коричневі, груди і центральна частина живота білі. На тімені чорна пляма, горло рожевувате, на крилах рожеві плями. Дзьоб короткий, міцний, жовтуватий. Самиці мають дещо тьмяніше забарвлення, ніж самці.

## Поширення і екологія
Африканські чечевичники мешкають в горах Високого Атласу в Марокко та в горах Орес на північному сході Алжиру. Вони живуть на кам'янистих гірських схилах, серед скель, каньйонів і осипів. Зустрічаються парами, на висоті від 1700 до 2800 м над рівнем моря, взимку мігрують в долини.
Малиновокрилі чечевичники живляться насінням і зерном, а також бруньками, ягодами і дрібними комахами. Сезон розмноження триває з середини травня до середини липня. В цей період пари птахів демонструють територіальну поведінку. Гніздо чашоподібної форми, будується самицею з сухої трави і корінців, розміщуються на землі, серед каміння. В кладці 4-5 яєць, інкубаційний період триває 12-13 днів, насиджують самиці. Пташенята покидають гніздо через 16-17 днів після вилуплення, за ними доглядають і самиці, і самці.